# Foundations of Physics
Foundations of Physics est une revue scientifique mensuelle internationale à comité de lecture publiée par Springer. Le facteur d'impact en 2015 est 1,018. Elle est destinée à la publication d'articles sur les fondements logiques, méthodologiques et philosophiques des théories modernes de la physique. Les sujets traités concernent la mécanique quantique, la théorie des champs, la relativité, la théorie des cordes, la cosmologie, la thermodynamique, la physique statistique et la gravité quantique.
La revue existe depuis l'année 1970 où elle fut fondée par Henry Margenau et Wolfgang Yourgrau. Depuis cette date elle a eu des membres de la direction éditoriale prestigieux comme Louis de Broglie, Robert H. Dicke, Murray Gell-Mann, Abdus Salam, Ilya Prigogine, Nathan Rosen et Gerard 't Hooft.
La revue a absorbé Foundations of Physics Letters, fondée en 1988 et composée d'articles courts.
Elle a été le lieu d'une controverse à propos des articles publiés par Myron W. Evans sur la théorie dite de Einstein–Cartan–Evans entre 2003 et 2005. Cette polémique s'est conclue par une réfutation de Gerard 't Hooft, alors rédacteur en chef de la revue.

## Indexation
- Academic OneFile
- Academic Search
- Astrophysics Data System
- Current Abstracts
- Current Contents/Physical
- Chemical and Earth Sciences
- Digital Mathematics Registry
- EBSCO
- Expanded Academic
- Google Scholar
- HW Wilson
- INIS Atomindex
- Inspec
- INSPIRE-HEP
- International Bibliography of Book Reviews
- International Bibliography of Periodical Literature
- ISIS Current Bibliography of the History of Science
- Journal Citation Reports/Science Edition
- Mathematical Reviews
- OmniFile
- Science Citation Index
- Science Select
- Scopus
- Simbad Astronomical Database
- Summon by Serial Solutions
- Zentralblatt MATH